# Эверсвинкель
Эверсвинкель (нем. Everswinkel) — община в Германии, в земле Северный Рейн-Вестфалия.
Подчиняется административному округу Мюнстер. Входит в состав района Варендорф.  Население составляет 9447 человек (на 31 декабря 2010 года). Занимает площадь 68,72 км².

## Фотографии

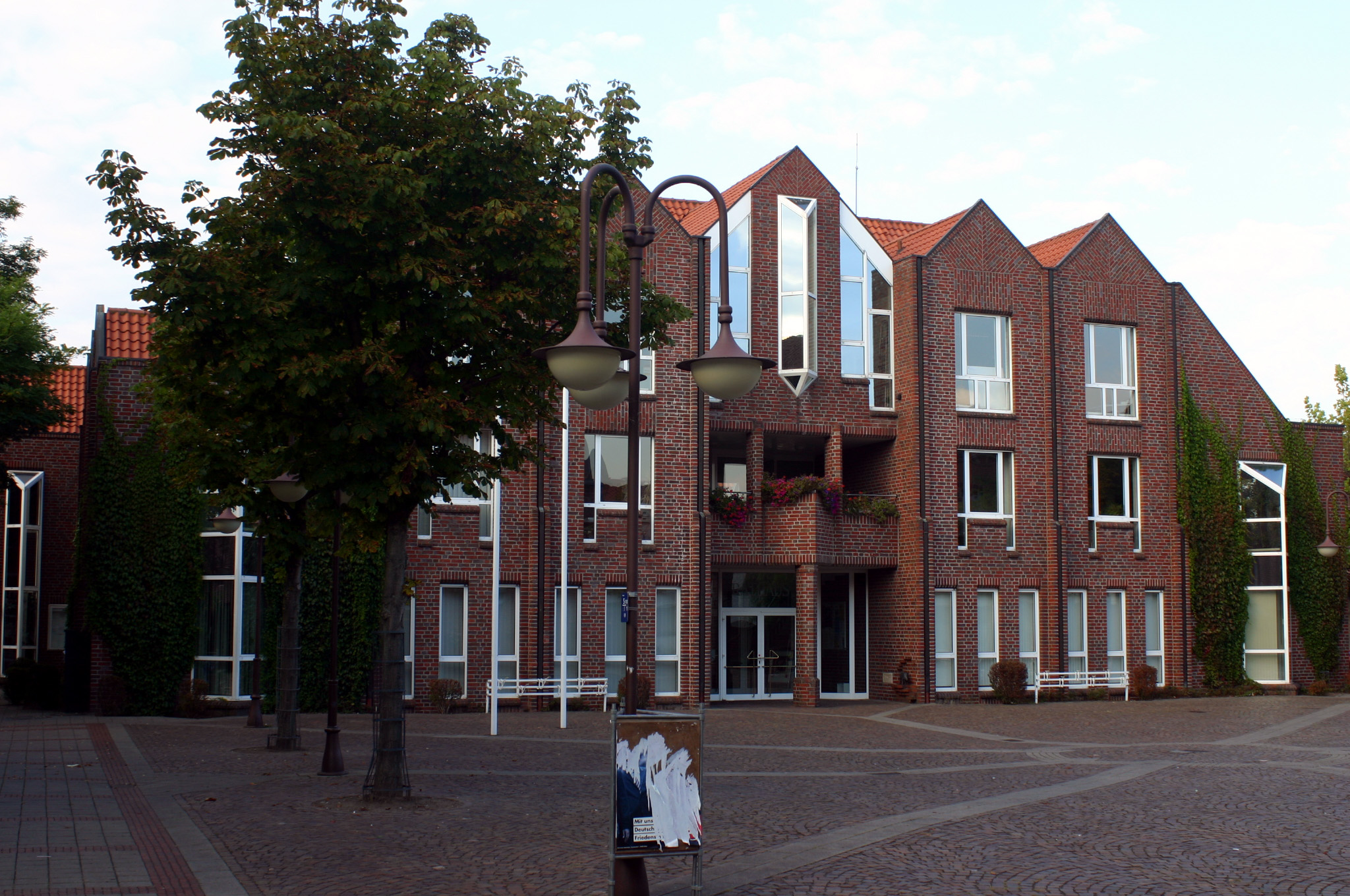
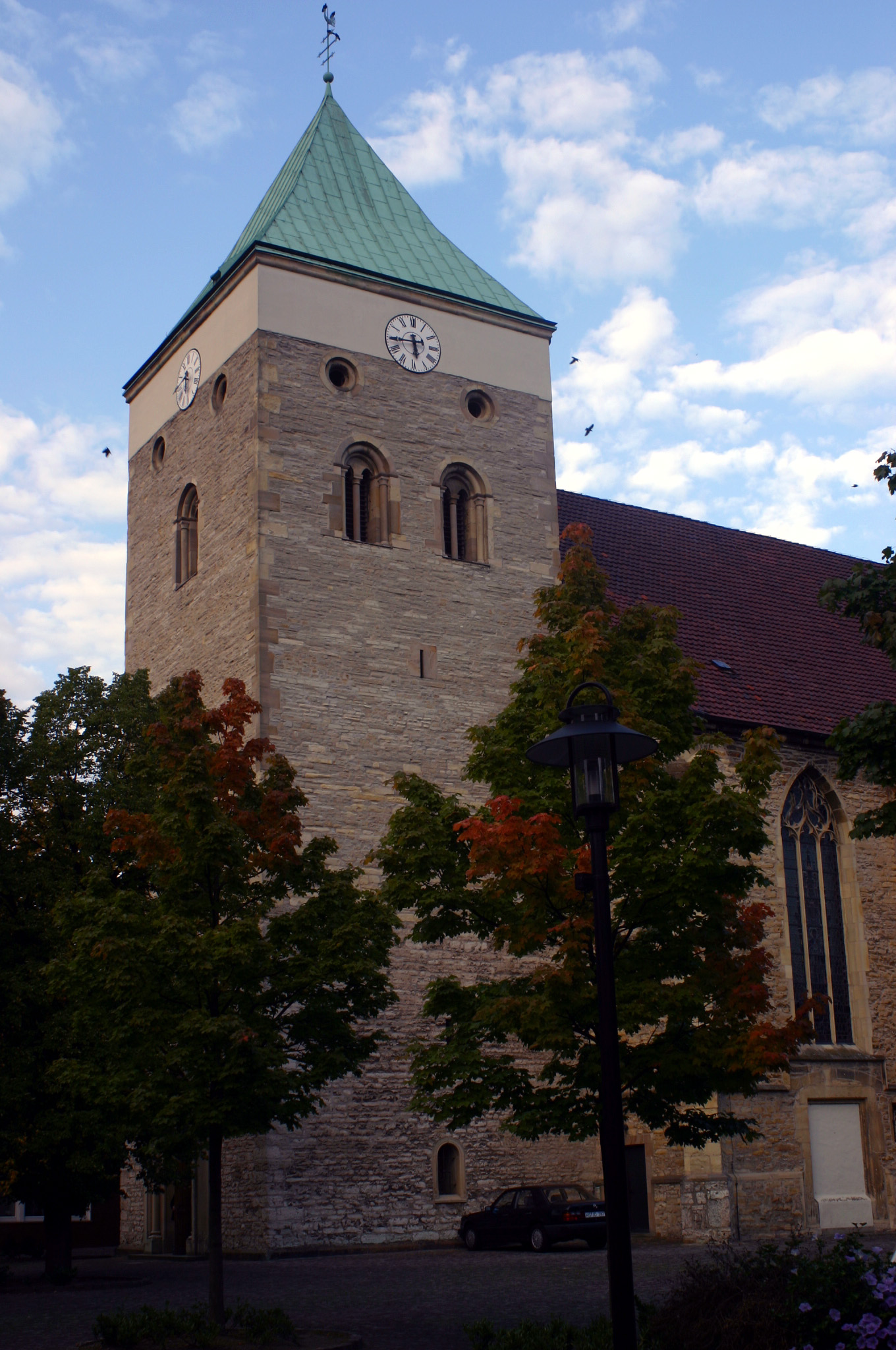
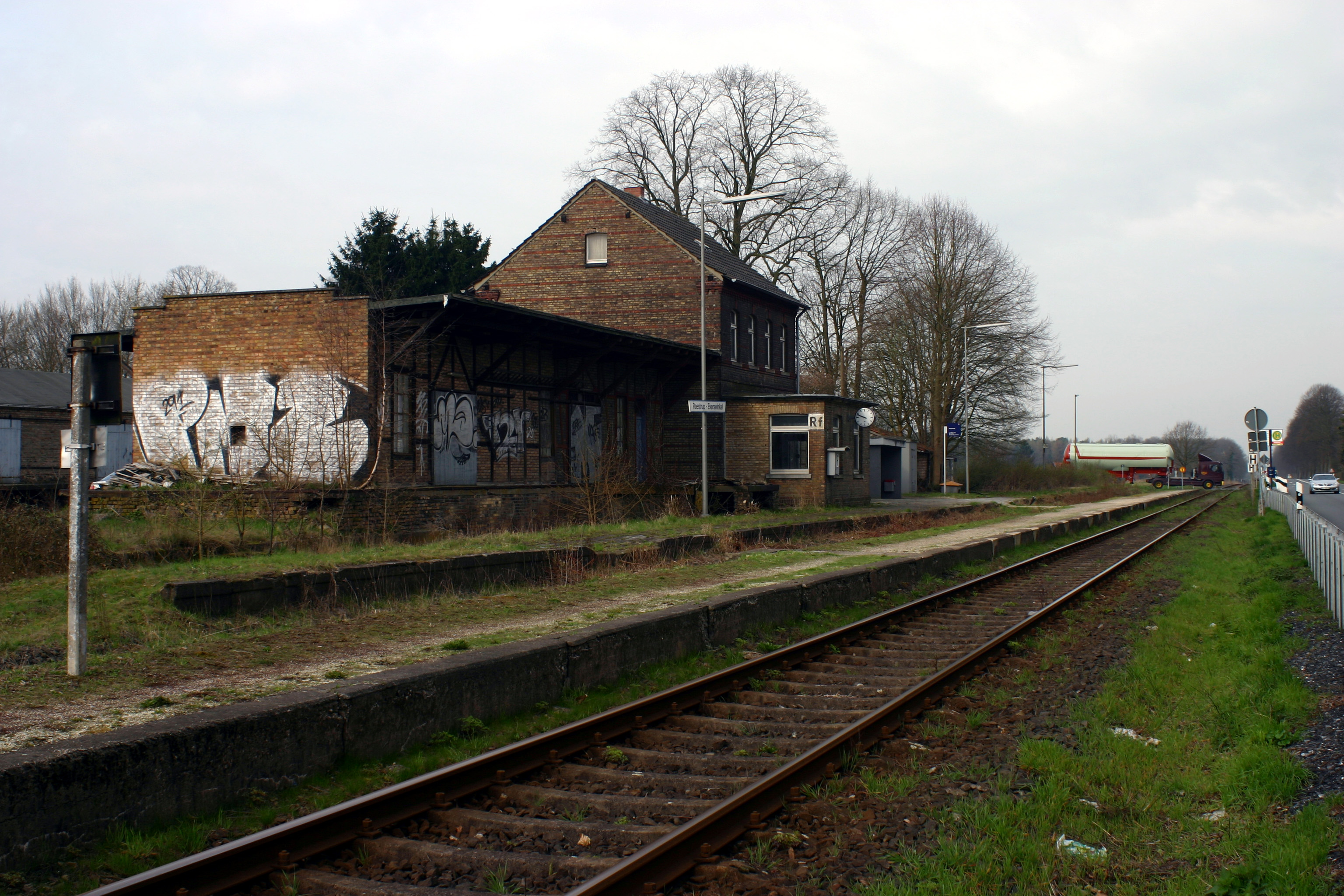